# カムジークテレビ塔

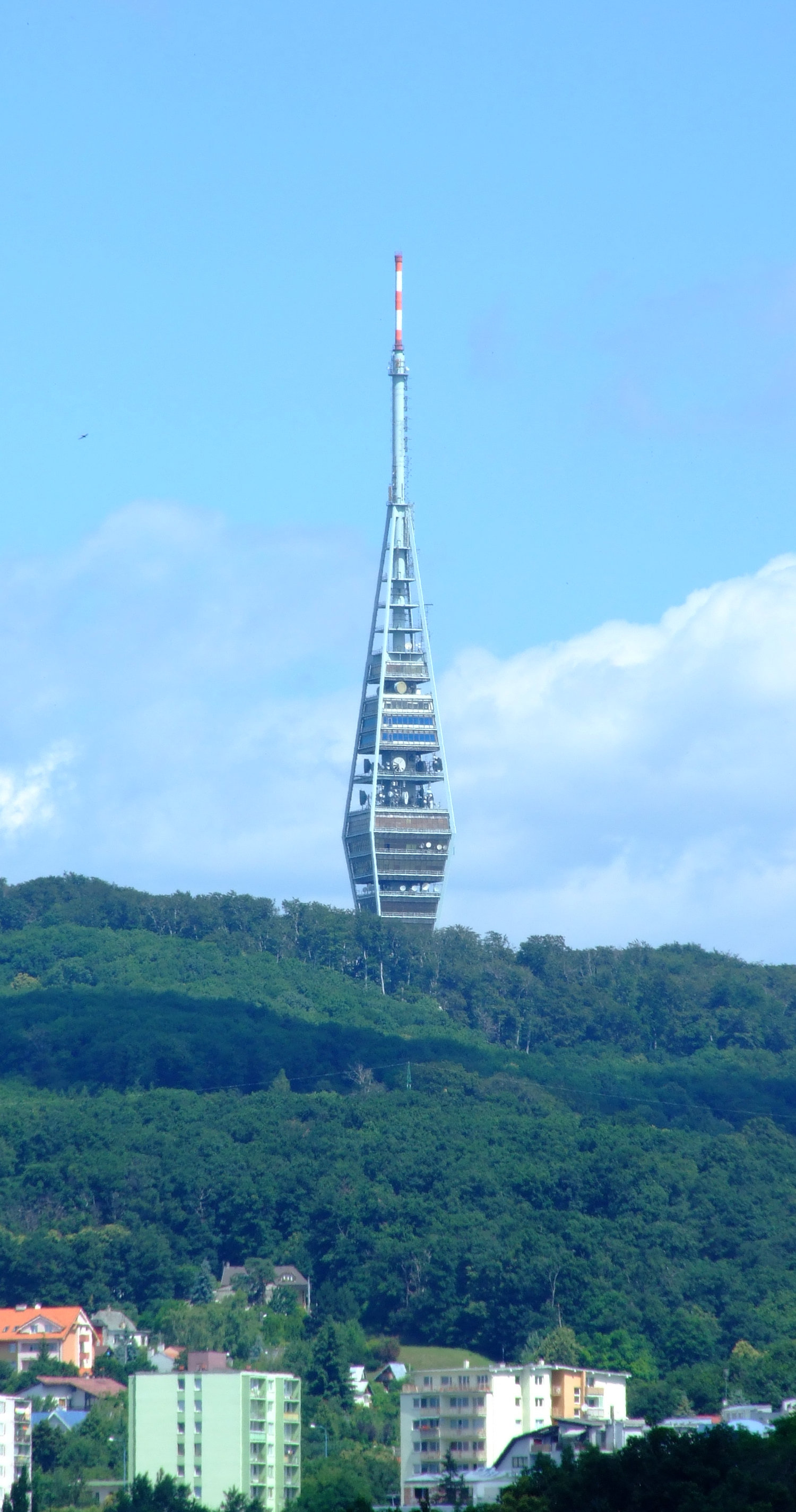
カムジークテレビ塔

カムジークテレビ塔（スロバキア語: Televízna veža na Kamzíku）は、スロバキアの首都ブラチスラヴァ市新市街区のカムジーク山に位置する電波塔。1975年に完成した。
チェコスロバキア郵政通信連邦委員会が所管し、1993年の連邦制解消にともないスロバキア電信電話国有会社（Slovenské telekomunikácie, š.p.　のち株式会社化、現・スロバキアテレコム株式会社）の無線通信局に移管。現在は2007年に同局が分社化されたスロバキアテレコムの子会社、タワーコム株式会社（Towercom, a.s.）が管理運営している。

## 概要
ブラチスラヴァ市北部のブラチスラヴァ森林公園内にあるカムジーク山の標高438.4メートルの高台にあり、塔の高さは194メートル、最上部の標高は635メートル。ブラチスラヴァでもっとも高い建物でオーストリア、ハンガリー、チェコの近隣各国からも見ることができる。チェコスロバキア時代はチェコ・リベレツのイェシュテド塔（塔高94メートル、1968年完成）と並んで国内を代表するテレビ塔として知られた。
同地にあった旧送信所を改築するため1967年に着工し、1975年に完成した。テレビおよびラジオ各局の送信設備が設けられており、テレビ送出電波はスロバキア国内の98.5％をカバーしている。
双角錐状の塔体は上から「A」から「O」までの15層のプラットフォームに分けられている。中央管理室はJ層にあり24時間体制で送信状況を管理している。D層、E層は一般観覧客の立ち入りが可能なエリアで、高さ70メートルの場所から市内を一望する回転レストラン「ヴェジャ」（タワーの意、Reštaurácia Veža）が営業しており、料理は調理室から小型の輸送用エレベーターでレストランに運ばれている。放送業務職員用の出入り口は一般観覧客用とは分けられていて、別の職員用エレベーターが設けられている。
かつてはさらに上のC層も観覧客の立ち入りが可能だったが、強風時の安全が確保できないとして1997年に閉鎖された。B層は送信機材の運搬ルートで、塔中心のコア内の非常階段が使用される。B層以上は強力なテレビ送出電波にさらされているため危険エリアとされている。